# Skrzynia wodna

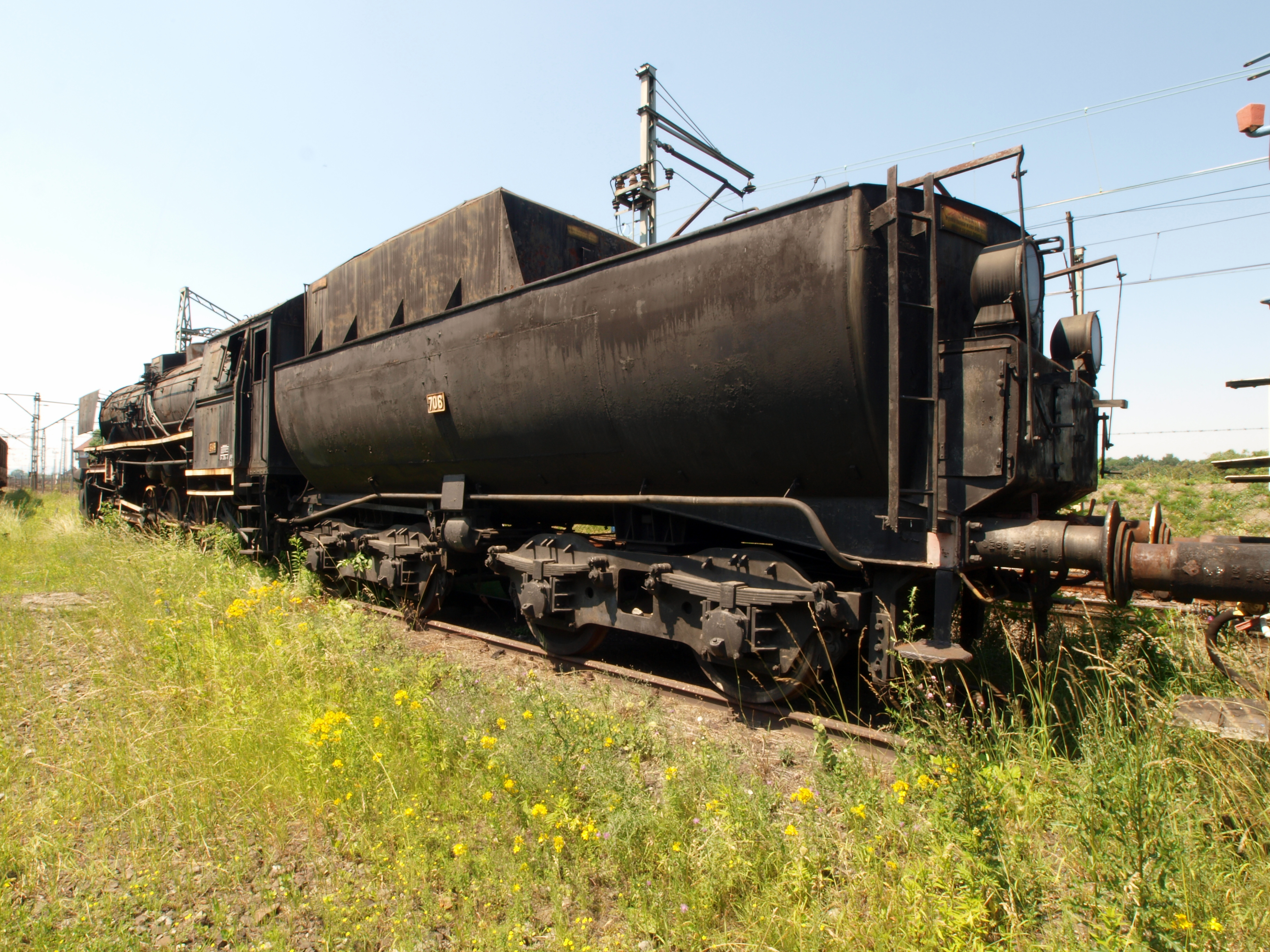
Skrzynia wodna jako element tendra parowozu Ty2

Skrzynia wodna – element konstrukcyjny parowozu lub tendra, w którym gromadzone są zapasy wody. W tendrach dno skrzyni węglowej tworzy górny koniec skrzyni wodnej. Wewnątrz zbiornik na wodę jest usztywniony poprzecznymi ramami lub ścianami poprzecznymi, które przenoszą obciążenie zbiornika węgla na ramę. Otwory wlotowe wody znajdują się za skrzynią węglową lub po jej bokach. W dużych tendrach klapy znajdują się na wysokości 3000 mm nad poziomem szyny. Poziom wody w skrzyni jest przekazywany obsłudze za pomocą wskaźnika poziomu wody, który jest kontrolowany przez pływak. Specjalną konstrukcją były bezramowe tendry lokomotyw wojennych Baureihe 42 i Baureihe 52. Skrzynia wodna składała się z półcylindra, do którego przyspawano ścianę przednią i tylną, z odpowiadającymi im półkolistymi blachami. Dwa wózki zostały przymocowane do dna skrzyni wodnej pozbawionej ramy. Tendry miały 20% mniej masy własnej niż odpowiadające im tendry standardowe. W tendrzakach woda gromadzona jest w skrzyniach wodnych, które są umieszczone po obu stronach długiego kotła bezpośrednio przed kabiną maszynisty. Kolejna skrzynia wodna znajduje się za kabiną, między ramą a skrzynią węglową. W niektórych parowozach zbiorniki umieszczono w ramie lokomotywy.